# 99 Problems
«99 Problems» — песня американского рэпера Джей-Зи из его альбома 2004 года The Black Album.
Песня также была издана отдельным синглом. (Это был третий сингл с вышеназванного альбома.)
В Великобритании сингл с этой песней достиг 19 места (в национальном чарте синглов UK Singles Chart). В США песня достигла 30 места (в «Горячей сотне» журнала «Билборд»).
В 2011 году журнал Rolling Stone поместил песню «99 Problems» в исполнении Джей-Зи на 172 место своего списка «500 величайших песен всех времён».
Кроме того, в 2014 году британский музыкальный журнал New Musical Express поместил песню «99 Problems» в исполнении Джей-Зи на 40 место уже своего списка «500 величайших песен всех времён».
Также песня, в частности, вошла (опять же в оригинальном исполнении Джей-Зи) в составленный журналом «Тайм» в 2011 году список All-TIME 100 Songs (список ста лучших песен с момента основания журнала «Тайм»).

## Композиция
Припев своей песни Джей-Зи позаимствовал из песни «99 Problems» Айса Ти (которая была включена в его альбом 1993 года Home Invasion и также вышла в своё время отдельным синглом).